# Liga Yemen
Liga Yemen este primul eșalon din sistemul competițional fotbalistic din Yemen. A fost creată în 1990, după unificarea Yemenului de Nord cu cel de Sud. Competiția este constituită din patru eșaloane: Premier, Prima, Secunda și Terța divizie.

## Echipele sezonului 2010-2011
- Al-Ahli (Taizz)
- Al-Ahli San'a'
- Al-Hilal (Al Hudaydah)
- Al-Ittihad (Ibb)
- Al-Oruba (Zabid)
- Al Rasheed Ta'izz
- Al Saqr Ta'izz
- Al Sha'ab Ibb
- Al Tilal Aden
- Al-Wahda (San'a')
- Hassan Abyan
- Shabab Al Baydaa
- TBD
- TBD

## Foste campioane

### Campionatul Yemenului de Nord
| - 1978/79 : Al Wahda San'a' - 1979/80 : Al Zuhra San'a' - 1980/81 : Al Ahli San'a' - 1981/82 : Al Sha'ab San'a' - 1982/83 : Al Ahli San'a' - 1983/84 : Al Ahli San'a' - 1985/86 : Al Shorta San'a' - 1986/87 : nu s-a disputat - 1987/88 : Al Ahli San'a' - 1988/89 : Al Yarmouk San'a' | - 1989/90 : Al Yarmouk San'a' - 1983/84 : Al-Shorta (Aden) |

### Liga Yemen
| - 1990/91 : Al Tilal Aden - 1991/92 : Al Ahli San'a' - 1992/93 : nu s-a disputat - 1993/94 : Al Ahli San'a' - 1994/95 : Al Wahda San'a' - 1995/96 : nu s-a disputat - 1996/97 : Al Wahda San'a' - 1997/98 : Al Wahda San'a' - 1998/99 : Al Ahli San'a' - 1999/00 : Al Ahli San'a' | - 2000/01 : Al Ahli San'a' - 2002 : Al-Wahda (San'a') - 2002/03 : Al Sha'ab Ibb - 2003/04 : Al Sha'ab Ibb - 2005 : Al Tilal Aden - 2006 : Al Saqr Ta'izz - 2007 : Al Ahli San'a' - 2007/08 : Al-Hilal (Al Hudaydah) - 2008/09 : Al-Hilal (Al Hudaydah) - 2009/10 : Al Saqr Ta'izz |  |

## Golgeteri
| An      | Golgeter          | Echipă             | Goluri |
| 1991/92 | Shraf Mahfud      | Al Tilal Aden      | 30     |
| 1993/94 | Muhammad Al-Azazy | Al Zuhra San'a'    | 19     |
| 1994/95 | Jiab Bashafaay    | Hassan Abyan       | 25     |
| 1996/97 | Jameel Maktry     | Shamsan Aden       | 21     |
| 1997/98 | Adel Al-Salimi    | Al Ahli San'a'     | 20     |
| 1998/99 | Fathi Jabir       | Al Tilal Aden      | 22     |
| 1999/00 | Adel Al-Salimi    | Al Ahli San'a'     | 17     |
| 2000/01 | Ali Al-Nono       | Al Ahli San'a'     | 24     |
| 2002    | Adel Al-Salimi    | Al Ahli San'a'     | 18     |
| 2002/03 | Fekri Al-Hubaishi | Al Sha'ab Ibb      | 13     |
| 2003/04 | Yordanos Abay     | Al-Saqr            | 15     |
| 2005    | Yordanos Abay     | Al-Saqr            | 16     |
| 2006    | Fekri Al-Hubaishi | Al Sha'ab Ibb      | 26     |
| 2007    | Berhanu Kaseem    | Al-Hilal Al-Sahili | 15     |
| 2007/08 | Ali Al-Nono       | Al Ahli San'a'     | 11     |
| 2008/09 | Ali Al-Nono       | Al Ahli San'a'     | 12     |